# Dumitru Becșenescu
Dumitru Becșenescu (ur. 28 marca 1966 w Lădești w okręgu Vâlcea) – rumuński przedsiębiorca i polityk, w latach 2004–2008 poseł do Izby Deputowanych, obserwator w Parlamencie Europejskim.

## Życiorys
W 1988 został absolwentem Instytutu Morskiego „Mircea cel Bătrân” w Konstancy, następnie przez 5 lat był oficerem na statkach przedsiębiorstwa Navrom. Od 1993 zajmował się działalnością biznesową w różnych branżach. Został właścicielem grupy Antares aktywnej w branżach transportu, nieruchomości, turystyki, napraw aut i wykorzystania sprężonego gazu ziemnego. Został prezesem NGV Romania, organizacji zrzeszającej firmy używające CNG do napędzania pojazdów, otworzył też sieć stacji tankowania dla aut tego rodzaju.
W marcu 2004 wstąpił do Rumuńskiej Partii Humanistycznej (w 2005 przekształconej w Partię Konserwatywną). W kadencji 2004–2008 zasiadał w Izbie Deputowanych. Po dwóch latach opuścił klub PC i pozostał niezrzeszony. Od września 2005 do grudnia 2006 był obserwatorem w Parlamencie Europejskim, należąc do Porozumienia Liberałów i Demokratów na rzecz Europy.
Żonaty, ma dwóch synów.